# Plums Tømmerlade
Plums Tømmerlade er en fredet trælade, der står i Assens på Fyn. Den måler 56x24 m og har et areal på 1300 m2, og det er den største trælade i Nordeuropa. Den blev opført af Plum-familien i 1915.
Plum-familien etablerede en købmandsforretning i Assens i 1860, og virksomheden voksede og i endte med også at omfatte trælast og byggematerialer. Derfor opførte man et savværk og tømmerlade i begyndelsen af 1900-tallet. Den 1. november 1914 opstod der en stor brand på tømmerpladsen og mange bygniger brændte ned. Den nuværende lade blev opført året efter.
Flere omkringliggende bygninger er også blevet opført i forbindelse med virksomheden.
Laden består af tre fulde etager samt to tagetager.
I 2024 blev bygningen købt af Jørgen Strøjer Hansen (ejer af Strøjer Tegl og Strøjer Samlingen) og Palle Johansen.